# تپه مدآباد ۱
تپه مد آباد ۱ مربوط به عصر مفرغ - عصر آهن است و در شهرستان ازنا، بخش جاپلق، دهستان جاپلق شرقی، ۱۰۰ متری جنوب روستای مد آباد واقع شده و این اثر در تاریخ ۷ اسفند ۱۳۸۶ با شمارهٔ ثبت ۲۱۳۷۷ به‌عنوان یکی از آثار ملی ایران به ثبت رسیده است.